# Parafia Podwyższenia Krzyża Świętego w Kamionce
Parafia Podwyższenia Krzyża Świętego w Kamionce – parafia rzymskokatolicka znajdująca się w diecezji rzeszowskiej w dekanacie Sędziszów Małopolski. 
Parafia erygowana 10 lipca 1985 roku przez biskupa tarnowskiego Jerzego Ablewicza.
Na terenie parafii znajduje się kościół filialny pw. św. Brata Alberta, w którym uroczystości odpustowe obchodzone są 17 czerwca. Na terenie parafii działa także Dom Pomocy Społecznej w którym znajduje się kaplica nad którą opiekę sprawują kapłani z parafii pw. Podwyższenia Krzyża Świętego w Kamionce.
Terytorium parafii obejmuje Kamionkę oraz część Rudy i  Zdżar.